# Distretto di Tan Chau (An Giang)
Il distretto di Tan Chau (vietnamita: Tân Châu) è un distretto (huyện) del Vietnam della provincia di An Giang nella regione del Delta del Mekong.
Occupa una superficie di 159 km² e ha una popolazione di 159 719 abitanti (stima del 2003). Il capoluogo è la città omonima.